# Neoribates lydia
Neoribates lydia är en kvalsterart som beskrevs av Arthur P. Jacot 1923. Neoribates lydia ingår i släktet Neoribates och familjen Parakalummidae. Inga underarter finns listade i Catalogue of Life.